# 太始 (渤海)
太始（818年）是渤海国簡王大明忠的年号，共计1年。

## 纪年
新舊《唐書》記載其年號名稱，但未明確指出確切年代範圍。金毓黻編著的《渤海國志長編》考訂認為在西元818年，總計使用1年；李崇智《中國歷代年號考》從金說，魏國忠《渤海史》與金說同。梁玉多《渤海國編年史》作817年，使用1年。

### 818年改元說
| 太始 | 元年  |
| ---- | ----- |
| 公元 | 818年 |
| 干支 | 戊戌  |

### 817年改元說
| 太始 | 元年  |
| ---- | ----- |
| 公元 | 817年 |
| 干支 | 丁酉  |

## 同期存在的其他政权年号
- 中國
  - 元和（806年－820年）：唐朝—唐憲宗李純之年號
  - 全義（816年－819年）：南詔—勸利晟之年號
  - 彝泰（815年－838年）：吐蕃—可黎可足贊普赤祖德贊之年號
- 日本
  - 弘仁（810年－824年）：嵯峨天皇之年號

## 深入閱讀
- 李崇智. . 北京: 中華書局. 2004年12月. ISBN 7101025129.
- 鄧洪波. . 臺北: 國立臺灣大學東亞經典與文化研究計劃. 2005年3月  [2022-01-03]. ISBN 9789860005189. （原始内容 (pdf)存档于2007-08-25）.
- 魏國忠、楊雨舒. . 北京: 中國社會科學出版社. 2019年12月. ISBN 7520331777.
- 梁玉多. . 哈爾濱: 黑龍江人民出版社. 2004年12月. ISBN 720706005.

| 前一年號： 朱雀 | 渤海国年号 818年 | 下一年號： 建興 |